# 典型
| ウィキペディアには「典型」という見出しの百科事典記事はありません（タイトルに「典型」を含むページの一覧/「典型」で始まるページの一覧）。 代わりにウィクショナリーのページ「典型」が役に立つかもしれません。 |